# Devil (album Super Junior)
Devil – kompilacja południowokoreańskiej grupy Super Junior, wydana 16 lipca 2015 roku przez SM Entertainment. Była promowana przez singel „Devil”. Devil został wydany jako specjalny album z okazji 10 rocznicy istnienia zespołu, nagrany w dziewięcioosobowym składzie – po powrocie Yesunga z obowiązkowej służby wojskowej i bez Shindonga i Sungmina, który odbywali służbę wojskową.
Sprzedał się w liczbie ponad 168 673 egzemplarzy (stan na sierpień 2016).

## Lista utworów
| CD  | CD | CD                               | CD                                                                                                   | CD      |
| Nr  | Tytuł utworu                                                                                                | Tekst                            | Muzyka                                                                                               | Długość |
| --- | --- | -------------------------------- | --- | ------- |
| 1.  | „Devil” | Kenzie                           | Kenzie, The Stereotypes, Micah Powell                                                                | 3:36    |
| 2.  | „Simply Beautiful”                                                                                          | Cho Yoon-kyoung                  | Hyuk Shin, DK, Marco Reyes (a.k.a. Mrey), Jarah Gibson, Jeffrey Patrick Lewis (a.k.a. Jeffrey Lewis) | 4:03    |
| 3.  | „Byeori Tteunda (Stars Appear...)” (kor. 별이 뜬다 (Stars Appear...))                                       | Epitone Project                  | Epitone Project                                                                                      | 3:45    |
| 4.  | „Good Love”                                                                                                 | Kenzie                           | Kenzie, Stereotypes, Micah Powell                                                                    | 3:20    |
| 5.  | „We Can” (wyk. SJ-KRY)                                                                                      | Lee Seung-hwan                   | Lee Seung-hwan, Hwang Seong-je                                                                       | 3:58    |
| 6.  | „Don't Wake Me Up” (wyk. SJ-D&E)                                                                            | Donghae, Team One Sound          | Donghae, Team One Sound                                                                              | 3:08    |
| 7.  | „Cheotnune Banhaetseupnida (Love at First Sight)” (kor. 첫눈에 반했습니다 (Love At First Sight) (wyk. SJ-T) | Kang Jun-woo                     | Kang Jun-woo                                                                                         | 3:44    |
| 8.  | „Meitian (Forever with You)” (chn. 每天 (Forever with You) (wyk. SJ-M)                                      | Zhou Mi                          | Andreas Oberg, Martin K, lLANG                                                                       | 3:12    |
| 9.  | „Rock'n Shine!”                                                                                             | Kim Yoon-ah                      | Kim Yoon-ah                                                                                          | 3:55    |
| 10. | „Alright”                                                                                                   | Donghae, Eunhyuk, Team One Sound | Donghae, Team One Sound                                                                              | 3:55    |

## Magic
16 września 2015 roku album został wydany ponownie pod nowym tytułem Magic i zawierał dodatkowo cztery nowe utwory, w tym główny singel „Magic”. Jest drugą częścią ich specjalnego albumu rocznicowego. Sprzedał się w liczbie 94 983 egzemplarzy (stan na grudzień 2015).

### Lista utworów
| CD  | CD | CD                                        | CD                                                                                                   | CD      |
| Nr  | Tytuł utworu                                                                                                | Tekst                                     | Muzyka                                                                                               | Długość |
| --- | --- | ----------------------------------------- | --- | ------- |
| 1.  | „Magic” | Cho Yoon-kyung                            | Purple J (이주형), G-High, Thomas Sardorf                                                            | 3:35    |
| 2.  | „Devil” | Kenzie                                    | Kenzie, The Stereotypes, Micah Powell                                                                | 3:36    |
| 3.  | „Simply Beautiful”                                                                                          | Cho Yoon-kyoung                           | Hyuk Shin, DK, Marco Reyes (a.k.a. Mrey), Jarah Gibson, Jeffrey Patrick Lewis (a.k.a. Jeffrey Lewis) | 4:03    |
| 4.  | „Nom, Nom, Nom (You Got It)” (kor. 놈, 놈, 놈 (You Got It))                                                 | Leeteuk, Heechul, Eunhyuk, Team One Sound | The Stereotypes, Three                                                                               | 4:23    |
| 5.  | „Dorothy” (kor. 도로시 (Dorothy)) (wyk. SJ-KRY)                                                             | Kim Jin-ah                                | Lee Sang-jun                                                                                         | 4:24    |
| 6.  | „Sarang♥” (wyk. Leeteuk, Heechul)                                                                           | Heechul, Team One Sound                   | Leeteuk, Team One Sound                                                                              | 3:17    |
| 7.  | „Byeori Tteunda (Stars Appear...)” (kor. 별이 뜬다 (Stars Appear...))                                       | Epitone Project                           | Epitone Project                                                                                      | 3:45    |
| 8.  | „Good Love”                                                                                                 | Kenzie                                    | Kenzie, Stereotypes, Micah Powell                                                                    | 3:20    |
| 9.  | „We Can” (wyk. SJ-KRY)                                                                                      | Lee Seung-hwan                            | Lee Seung-hwan, Hwang Seong-je                                                                       | 3:58    |
| 10. | „Don't Wake Me Up” (wyk. SJ-D&E)                                                                            | Donghae, Team One Sound                   | Donghae, Team One Sound                                                                              | 3:08    |
| 11. | „Cheotnune Banhaetseupnida (Love at First Sight)” (kor. 첫눈에 반했습니다 (Love At First Sight) (wyk. SJ-T) | Kang Jun-woo                              | Kang Jun-woo                                                                                         | 3:44    |
| 12. | „Meitian (Forever with You)” (chn. 每天 (Forever with You) (wyk. SJ-M)                                      | Zhou Mi                                   | Andreas Oberg, Martin K, lLANG                                                                       | 3:12    |
| 13. | „Rock'n Shine!”                                                                                             | Kim Yoon-ah                               | Kim Yoon-ah                                                                                          | 3:55    |
| 14. | „Alright”                                                                                                   | Donghae, Eunhyuk, Team One Sound          | Donghae, Team One Sound                                                                              | 3:55    |

## Notowania

### Devil
| Lista                    | Pozycja |
| ------------------------ | ------- |
| Gaon Weekly Album Chart  | 2       |
| Gaon Monthly Album Chart | 6       |
| Gaon Yearly Album Chart  | 7       |
| Five Music (Tajwan)      | 3       |

### Magic
| Lista                    | Pozycja |
| ------------------------ | ------- |
| Gaon Weekly Album Chart  | 1       |
| Gaon Monthly Album Chart | 1       |
| Gaon Yearly Album Chart  | 20      |
| Five Music (Tajwan)      | 3       |